# Almut Kottwitz

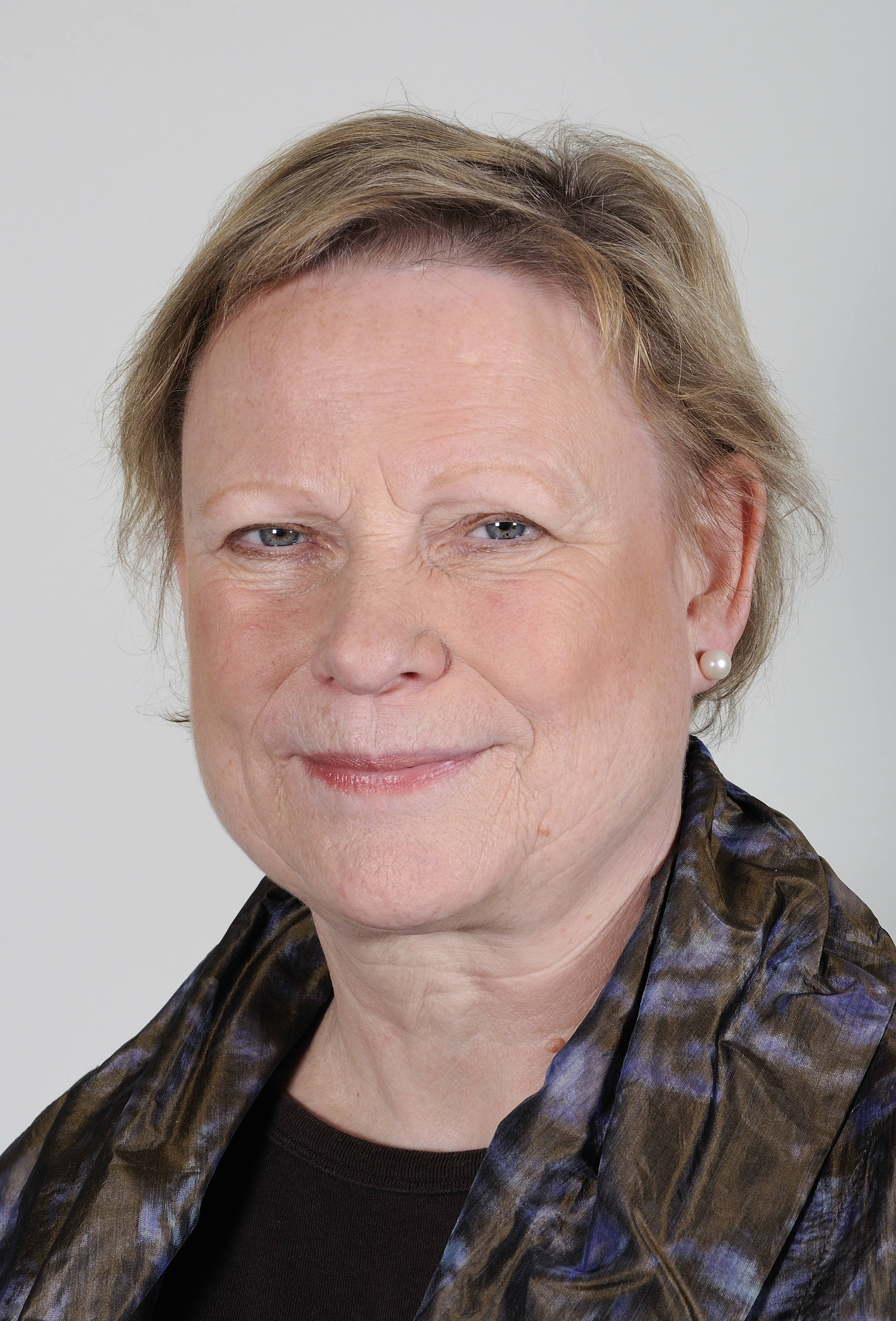
Almut Kottwitz (2013)

Almut Kottwitz (geb. Kruse; * 1. Juni 1952 in Braunschweig) ist eine deutsche Ingenieurin, Ministerialbeamtin und Politikerin (Bündnis 90/Die Grünen).
Von 2013 bis 2017 war sie Staatssekretärin im Niedersächsischen Ministerium für Umwelt, Energie und Klimaschutz.

## Ausbildung und Beruf
Nach einer Ausbildung zur landwirtschaftlich-technischen Assistentin arbeitete Almut Kottwitz von 1971 bis 1973 in ihrem erlernten Beruf an der TH Hannover. Von 1973 bis 1976 studierte sie Gartenbau an der TFH Berlin und von 1976 bis 1980 war sie als Gartenbauingenieurin in Berlin tätig. Von 1980 bis 1983 studierte sie in Berlin Internationale Agrarentwicklung. Anschließend lebte die Familie auf Grund einer Tätigkeit ihres Ehemannes in einem Projekt der GTZ in Brasilien. Sie nutzte diese Zeit für eine Studie zur Qualitätsverbesserung von Kaffee. 1987 wurde sie Referatsleiterin Umweltschutz/Landespflege beim Landschaftsverband Rheinland.
Ab 1991 war Kottwitz beim Land Niedersachsen als Abteilungsleiterin beschäftigt (Ministerium für Bundes- und Europaangelegenheiten, Staatskanzlei). Im Juli 2001 wurde sie ins Niedersächsische Ministerium für Umwelt, Energie und Klimaschutz bestellt, zunächst als Abteilungsleiterin 1 (Zentrale Aufgaben), dann in der Referatsgruppe Naturschutz und zuletzt als Abteilungsleiterin 2 (Wasserwirtschaft und Bodenschutz).

## Politik
Almut Kottwitz trat 1979 in Berlin der Alternativen Liste bei. Nach dem Einsatz in Brasilien zog die Familie 1985 aus beruflichen Gründen in das Bergische Land. Sie wurde aktiv im Kreisverband Bergisches Land/Rhein-Sieg der Grünen. Gemeinsam mit ihrem Mann wurde sie von 1986 bis 1988 wegen ihrer internationaler Erfahrung öfters für Bundes- und Landesparteitage delegiert.
Am 7. November 1989 rückte sie über die Landesliste Nordrhein-Westfalen der Grünen für den ausgeschiedenen Abgeordneten Otto Schily in den Deutschen Bundestag nach, dem sie bis zum Ende der 11. Wahlperiode im Dezember 1990 angehörte. Im Bundestag war sie Ordentliches Mitglied des Auswärtigen Ausschusses und des Ausschusses Deutsche Einheit. Für die kommende Wahlperiode wurde sie vom Landesverband NRW auf Platz 3 der Landesliste gewählt.
Sie engagierte sich für den Aufbau einer Parteistruktur der Grünen in Ostdeutschland und beteiligte sich im Bundestags-Wahlkampf 1990 in Ostdeutschland an der grünen Karawane. Die Grünen im Westen und damit Kottwitz scheiterten schließlich an der Fünf-Prozent-Hürde, die bei dieser Wahl im westlichen Deutschland getrennt galt. Es zogen lediglich acht Vertreter der Liste Bündnis 90/Grüne-BürgerInnenbewegungen in den Bundestag ein, darunter zwei Vertreter der Grünen Partei in der DDR.
Daraufhin folgte sie einem Ruf von Jürgen Trittin ins Niedersächsische Ministerium für Bundes- und Europaangelegenheiten, um dort die Abteilungsleitung Europa zu übernehmen.
Vom 19. Februar 2013 bis November 2017 war Almut Kottwitz Staatssekretärin im Niedersächsischen Ministerium für Umwelt, Energie und Klimaschutz.